# Michele Boyd

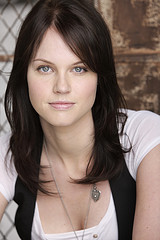
Boyd 2009

Michele Catherine Boyd (* 29. Oktober 1980 in Alachua, Florida) ist eine US-amerikanische Schauspielerin, Moderatorin und Filmproduzentin.
Boyd wuchs als Soldatentochter in den USA, Italien und Japan auf. Ihren Highschool-Abschluss erhielt sie in San Diego. Ihren Bachelor of Science erhielt sie in Neurobiologie und Physiologie an der University of California, Davis.
Sie hat in verschiedenen B-Movies und Fernsehserien mitgespielt.

## Filmografie (Auswahl)
- 2005: Waiting (Kurzfilm)
- 2008, 2019: Schatten der Leidenschaft (The Young and the Restless) (TV-Serie, zwei Folgen)
- 2009: Yes, I’m Lonely
- 2009–2010: The Guild (TV-Serie, 14 Folgen)
- 2010: How I Met Your Mother (TV-Serie, eine Folge)
- 2010: Love Begins (TV)
- 2010–2011: Solo: The Series (TV-Serie, neun Folgen)
- 2010–2013: Team Unicorn (TV-Serie, sechs Folgen)
- 2011: Battle of Los Angeles
- 2011: Die drei Musketiere – Alle für einen und Waffen für alle! (3 Musketeers)
- 2011: Cheerleader Massacre 2
- 2014: Altergeist
- 2014: Bar America
- 2019: The Orville (TV-Serie, eine Folge)
- 2019: Navy CIS (NCIS, TV-Serie, eine Folge)
- 2022: Westworld (TV-Serie, eine Folge)
- 2023: Paul T. Goldman (TV-Serie, eine Folge)